# Kerblík obecný

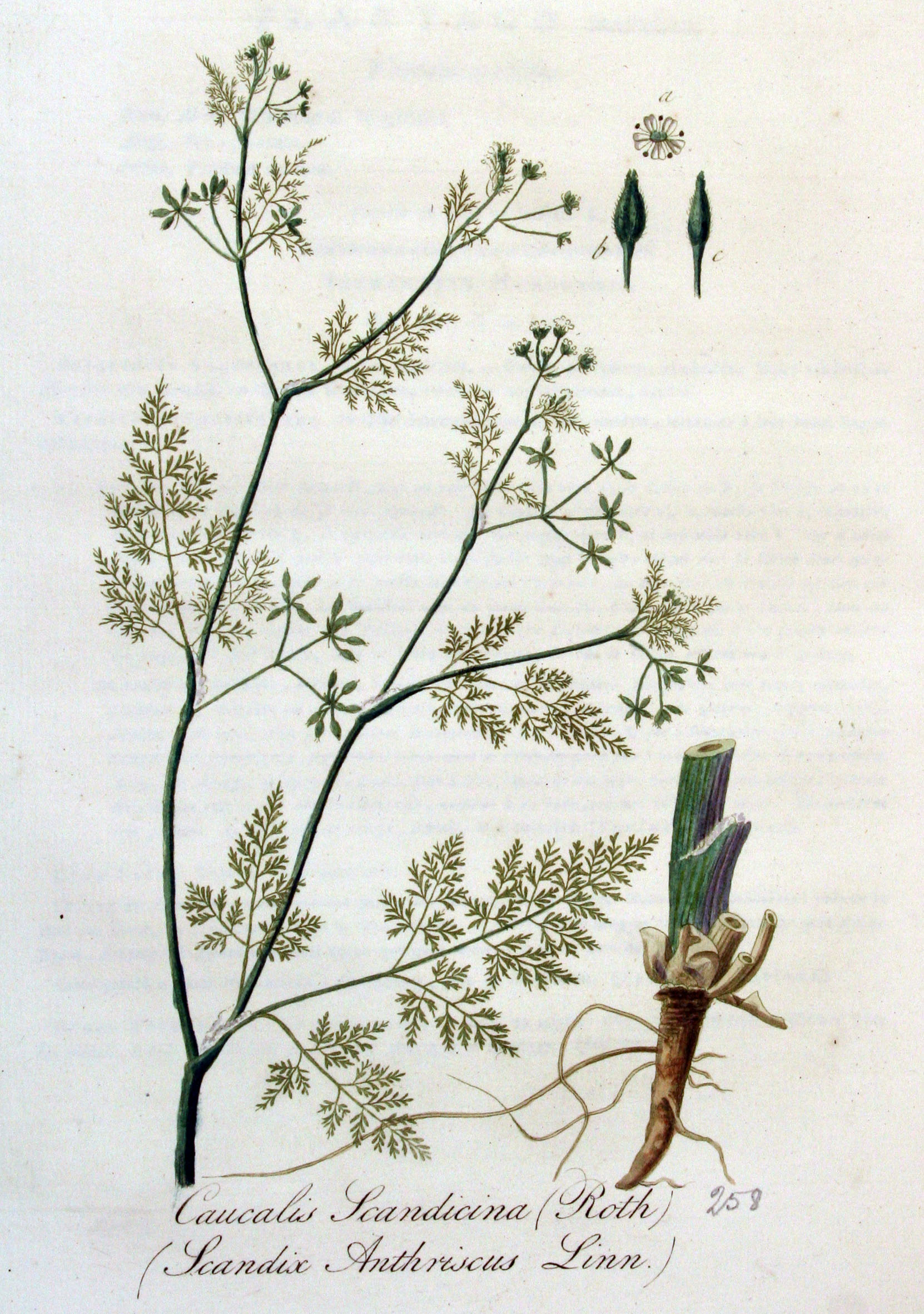
Nákres kerblíku obecného

Kerblík obecný (Anthriscus caucalis) je jednoletá, poměrně vzácná, planě rostoucí rostlina s drobnými, bílými květy v malých okolíčcích a se zpeřenými listy podobající se listům mrkve. Je jedním ze čtyř druhů rodu kerblík, které rostou v české přírodě.

## Rozšíření
Poměrně teplomilný druh vyskytující se původně jen v jižních a středních oblastech Evropy, v Malé Asii, v pásmech z obou stran Kavkazu a na severu Afriky. Druhotně byl rozšířen do obou Amerik i na Nový Zéland. V České republice roste vzácně a jen v nejteplejších oblastech, množství kvetoucích jedinců stále klesá.

## Ekologie
Druh vyhledává polostinná stanoviště na půdách vlhkých, vápnitých a dostatečně zásobených živinami. Roste na náspech, křovinatých stráních, rumištích a často v těsné blízkosti lidských sídel. Rozkvétá od dubna do června a po odkvětu a dozrání plodů rychle zasychá.

## Popis
Jednoletá bylina s načervenalou, přímou nebo vystoupavou, dutou lodyhou, vysokou 20 až 70 cm, která vyrůstá z tenkého kořene. Je málo větvená, jemně rýhovaná, není chlupatá a po rozemnutí voní. Přízemní listy (2 až 5) s úzkou, blanitou pochvou jsou řapíkaté, lodyžní listy (3 až 8) jsou přisedlé a jejich čepele jsou vejčitě trojúhelníkovité a 2 až 3krát zpeřené. Lístky jsou vejčité až podlouhlé, peřenosečné, s hrubě zubatými a hrotitými tmavě zelenými úkrojky.
Složený okolík je tvořen třemi až šesti, téměř plochými okolíčky složenými obvykle z pěti oboupohlavných květů. Okolíčky mají stopky holé a nejvýše 2 cm dlouhé. Obal zpravidla chybí, dva až čtyři listeny obalíčků jsou čárkovité. Květy mají kalich tvořený jen několika štětinkami. Zelenavě bílé korunní lístky bývají velké asi 0,7 × 0,5 mm, tyčinky jsou dlouhé 0,4 mm a blizny téměř přisedlé. Ploidie druhu je 2n = 14. Rostliny bývají opylovány nejčastěji samosprašně.
Plody jsou štětinaté, vejčité dvounažky s kratičkým zobánkem. Bývají osténkaté, asi 4 mm dlouhé a 1,5 mm široké, ve zralosti se vybarvují z barvy zelené do šedohnědé až šedočerné. Obsahují po dvou drobných merikarpiích (semenech) spojených plodonošem.

## Význam
Rostlina patří mezi tzv. fotosenzibilizující rostliny. Obsahuje ve šťávách látky, které po potřísnění pokožky a následném vystavení slunečnímu záření mohou vyvolat bolestivé vyrážky a puchýře podobné spálení. Bývají takto ohrožení nejen lidé, ale i býložravá zvířata, ovce, koně i dobytek. Nedoporučuje se také rostlinu spásat.

## Ohrožení
Kerblík obecný je konkurenčně slabý druh, který v české přírodě vyrůstá na stále menším a menším počtu lokalit. Pro podporu jeho záchrany byl zařazen v „Červeném seznamu cévnatých rostlin České republiky“ mezi druhy silně ohrožené (C2t).

## Galerie

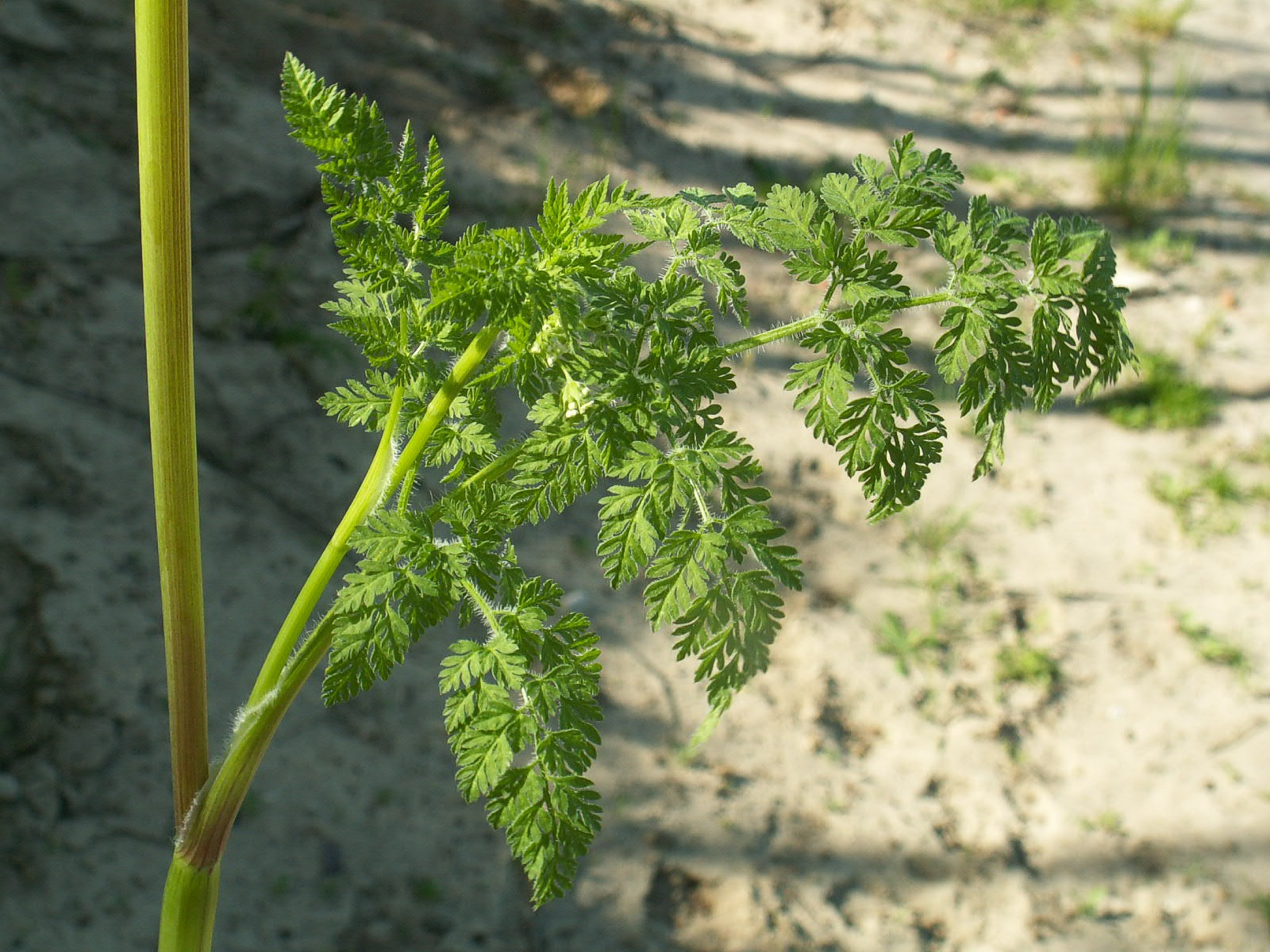
Zpeřený List
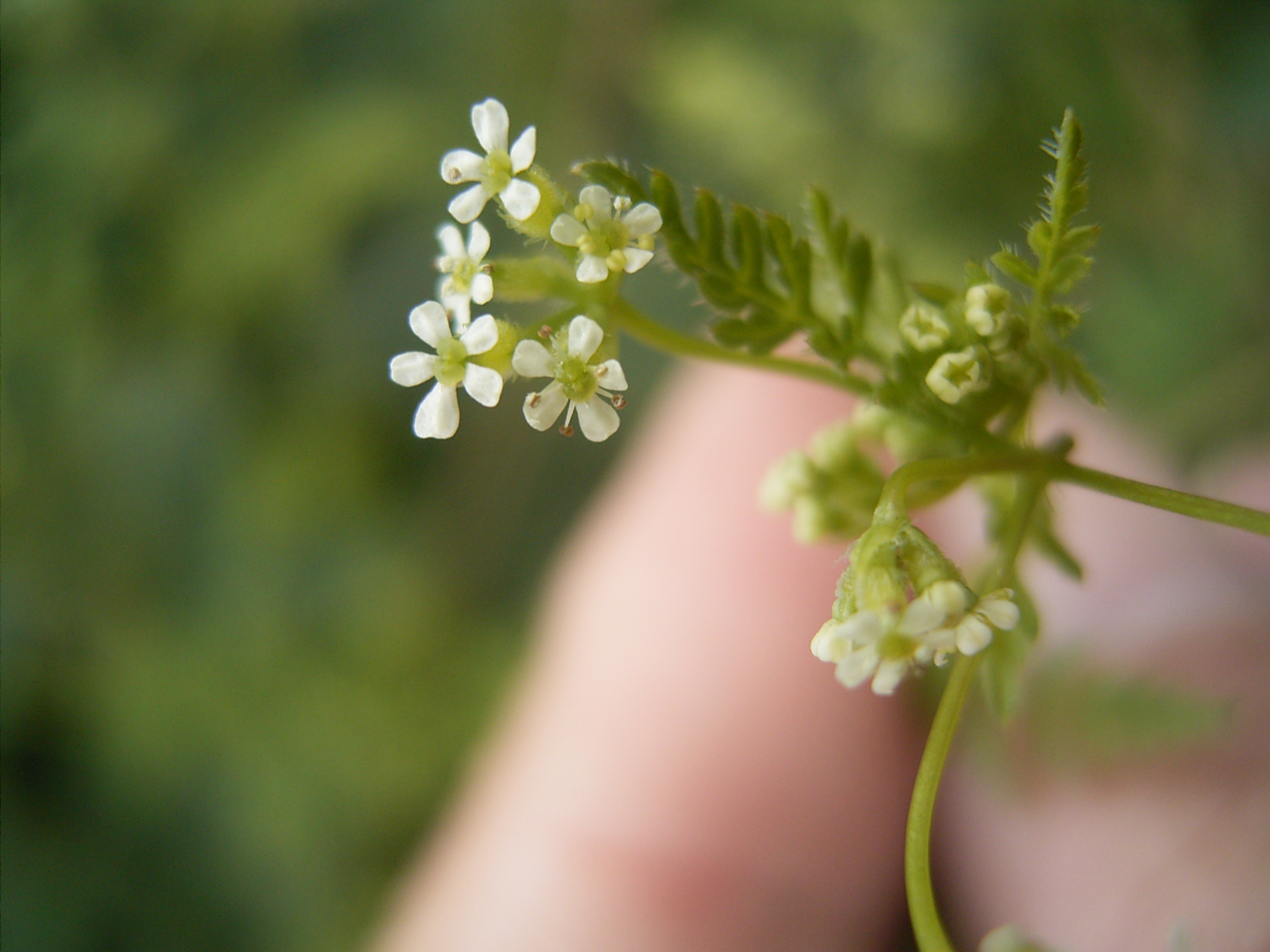
Drobné květy
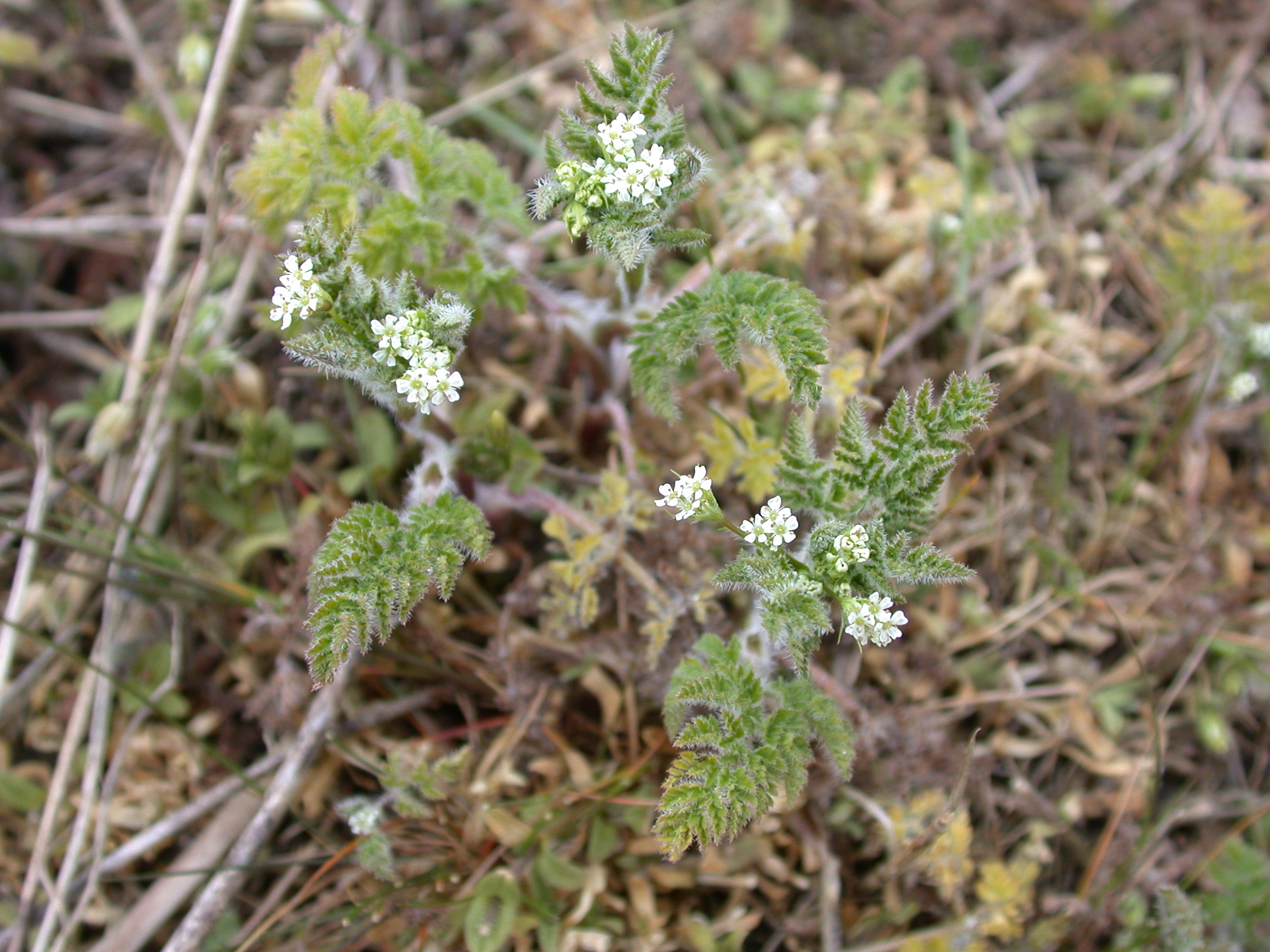
Rozkvetlá rostlina
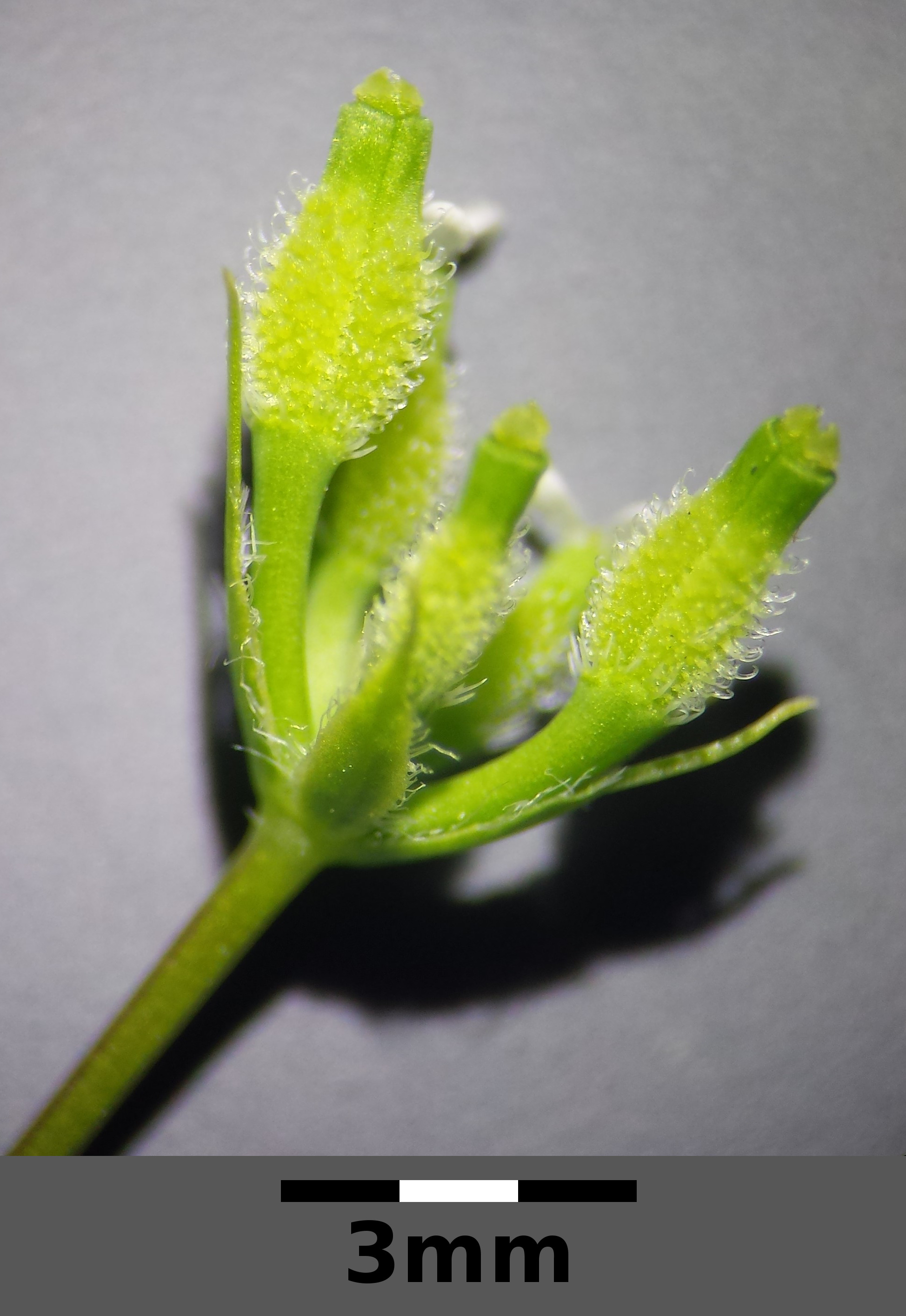
Plodenství s nezralými plody